# Carl Reid
Carl Reid (ur. 23 lutego 1877 w Londonderry, zm. 16 maja 1957 w Wimbledonie) – irlandzki rugbysta grający na pozycji środkowego ataku, reprezentant kraju.
W latach 1899–1903 rozegrał w Home Nations Championship cztery spotkania dla irlandzkiej reprezentacji zdobywając jedno przyłożenie.